# Gråsteinen
Der Gråsteinen (norwegisch für Grauer Stein) ist ein isolierter Nunatak im ostantarktischen Königin-Maud-Land. Er ragt 11 km südwestlich der Litvillingane an der Ostseite des Ahlmannryggen auf.
Norwegische Kartografen, die ihn auch deskriptiv benannten, nahmen anhand von Luftaufnahmen und Vermessungen der Norwegisch-Britisch-Schwedischen Antarktisexpedition (1949–1952) und Luftaufnahmen der Dritten Norwegischen Antarktisexpedition (1956–1960) aus den Jahren von 1958 bis 1959 eine Kartierung vor.